# El Quitapenas
El Quitapenas es un bar y restaurante ubicado en la comuna de Recoleta, Chile. Está situado frente al Cementerio General de Santiago y es considerado uno de los establecimientos gastronómicos con mayor trayectoria de la ciudad.

## Historia

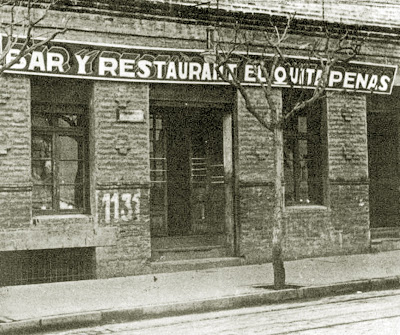
Fachada original del bar-restaurante El Quitapenas en la calle Zañartu de la comuna de Independencia.

Los inicios del restaurante El Quitapenas no son completamente claros, pero se tiene una estimación de que se instauró a mediados del siglo XIX, ya que para el cambio de siglo ya se encontraba en funcionamiento. El recinto original se encontraba en la calle Zañartu de Independencia. Actualmente cuenta con más de 100 años de trayectoria aproximadamente y sigue en funcionamiento.
La ubicación y el nombre de este restaurante no es una coincidencia, ya que se dice que es una tradición de casi todos los países que cerca de un campo santo se encuentre un espacio donde la comida y el expendio de alcohol ayudan a las personas a pasar las amarguras de los funerales.
El Quitapenas funciona durante todo el año, exceptuando festivos y el 11 de septiembre de cada año por seguridad de sus empleados y clientes.

### Visitas célebres
Al principio del siglo XX, además de su gastronomía, la que ayudaba y entregaba amparo a las personas que visitaban tanto el Cementerio General y el Cementerio Católico que se encuentran en las cercanías del establecimiento, el restaurante recibía visitas de personajes emblemáticos, uno de ellos fue el poeta y escritor Pedro Antonio González, quien se hospedó en el lugar y lo utilizó también como su biblioteca y cuarto de tareas, según las escrituras del escritor y folclorólogo chileno Oreste Plath en su libro El Santiago que se fue.

### Los inicios de Colo-Colo
Se cuenta también que en 1925 los deportistas David Arellano y Clemente Acuña crearon las primeras estrategias sobre la creación de un escuadrón de fútbol que luego llevaría a la fundación del equipo nacional Colo-Colo en la ubicación original de El Quitapenas. La fachada original del bar-restaurante fue rescatada gracias el club deportivo liderado por su presidente Fernando Monsalve, y trasladada al Estadio Monumental, donde las generaciones venideras podrán apreciar el lugar donde se creó el equipo.

## Premios y reconocimientos
El Consejo Regional de la Cultura de la Región Metropolitana en junio de 2004, en el Día del Patrimonio Cultural, proporcionó un reconocimiento especial al Quitapenas por ser uno de los establecimientos gastronómicos más importantes y con mayor importancia para la cultura de la ciudad. El 5 de enero del año siguiente, recibió uno de los Premios Ciudad de la Fundación Futuro.